# Индийско-палауские отношения
Индийско-палауские отношения — двусторонние дипломатические отношения между Республикой Индией и Республикой Палау, установленные в 1995 году. Индия имеет своё посольство в Маниле на Филиппинах, которое одновременно аккредитованно в Палау.

## История
С момента установления дипломатических отношений в апреле 1995 года две страны проводили регулярные консультации и диалоги через Форум Малых островных развивающихся государств Организации Объединённых Наций, членом которого является Палау. Также Палау является членом Форума тихоокеанских островов, официальным партнёром по диалогу которого является Индия. Двусторонние отношения между Индией и Палау претерпели импульс после инициирования Форума сотрудничества Индии и тихоокеанских островов правительством премьер-министра Индии Нарендры Моди в 2014 году. 19 ноября 2014 года делегация Палау, включая министра здравоохранения Палау Грегорио Нгирманга и других высокопоставленных должностных лиц, приняла участие в первом саммите Форума сотрудничества Индии и тихоокеанских островов, организованном в фиджийском городе Сува Нарендрой Моди.
В мае 2009 года посол Индии в Палау (резидент в Маниле) Раджит Миттер представлял Индию на праздновании дня независимости Палау. Также Палау проголосовала за кандидатуру Индии на непостоянное место в Совете Безопасности ООН на 2011—2012 годы.
21 августа 2015 года президент Палау Томас Ременгесау-младший возглавил делегацию Палау для участия во 2-м саммите Форума сотрудничества Индии и тихоокеанских островов, состоявшемся в Джайпуре. Также Ременгесау провел двустороннюю дискуссию с премьер-министром Индии Нарендрой Моди в кулуаре саммита. Он добивался соглашения о медицинском обмене с Индией, которое помогло бы правительству Палау сократить расходы на здравоохранение, отправляя пациентов на лечение в Индию, а не в другие страны.
19 января 2017 года государственный министр науки и технологий Индии Суджана Чоудари представлял Индию на церемонии принесения присяги Томасом Ременгесау, избранным президентом Палау на четвёртый срок. После церемонии Ременгесау проинформировал Чоудари, что Палау поддержит кандидатуру Индии на постоянное место в Совете Безопасности ООН.

## Торговля
Двусторонняя торговля между Индией и Палау невелика из-за небольшого населения Палау и плохого авиасообщения с основными транзитными пунктами, поскольку Палау имеет прямое авиасообщение только с Манилой и Гуамом. Двусторонняя торговля между двумя странами составила 170 000 долларов США в 2007—2008 годах и выросла до 800 000 долларов США в 2014—2015 годах. Товарооборот между Индией и Палау значительно вырос до 3,72 миллиона долларов США в 2015—2016 годах в результате экспорта кораблей, катеров и плавучих сооружений из Палау в Индию. В 2015—2016 годах Индия экспортировала в Палау товары общей суммой 200 000 долларов США и импортировала товаров на 3,70 миллиона долларов США. Основным товаром, экспортируемым Индией в Палау, являются фармацевтические препараты. В 2014—2015 годах единственным импортом Индии из Палау являлись электрические машины и различное оборудование, а в 2015—16 годах — корабли, катера и другие плавучие сооружения.
На 2-м саммите Форума сотрудничества Индии и тихоокеанских островов Нарендра Моди объявил, что в помещении Федерации торгово-промышленных помещений Индии в Нью-Дели будет открыто торговое представительство форума. Торговое представительство, названное бизнес-акселератором Форума сотрудничества Индии и тихоокеанских островов, было официально открыто 7 сентября 2015 года. Конфедерация индийской промышленности также создала специальный отдел в своей штаб-квартире в Нью-Дели, специализирующийся на расширении торговли с островными государствами Тихого океана.

### Судоходство
Международный судовой реестр Палау имеет ведомства в Индии, и многие судна, плавающие под флагом Палау, прибывают из Индии. 28 февраля 2017 года Высший суд Мадраса вынес постановление об аресте судна «TB Parasea One», плававшего под флагом Палау. Причиной ареста суд назвал то, что владелец судна — базирующаяся в Дубае компания «Paradigm Seastar Ltd.», не заплатила ₹78 лакхов (93 000 долларов США) в качестве компенсации за срыв заказов от имени базирующейся в Мангалоре компании «Roy Lexim», которая зафрахтовала судно для перевозки строительных материалов из Сингапура в Мале.

## Культурные отношения
16 апреля 2014 года — в день Хануман-джаянти, Палау выпустило серию коллекционных монет с изображением индуистского бога Венкатешвары ограниченным тиражом. Эти монеты стала первыми монетами с изображением индуистского божества, выпущенными не Индией. Монеты имели серебряное покрытие и были украшены шестью кристаллами «Swarovski» и бриллиантом. Палау выпустило 1111 монет весом в 1 унцию и 511 монет весом в 3 унции номинальной стоимостью 5 и 20 долларов соответственно. Каждая монета была помещена в специально разработанные коробки со светодиодными лампочками внутри и имела форму небольшого храма.
По состоянию на февраль 2016 года в Палау проживает около 20 граждан Индии. Единственным индийским рестораном на территории Палау является «Taj Palau» (рус. «Тадж-Палау»).

## Иностранная помощь
В 2008 году Индия выделила грант в размере 150 000 долларов США на приобретение кухонного оборудования для Национальной больницы Палау и 100 000 долларов США на приобретение лодки и двух пикапов. В июне 2010 года Индией было выделено ещё 100 000 долларов США на закупку компьютеров, а в августе 2011 года — 100 000 долларов на модернизацию информационных технологий и компьютеров в правительственных учреждениях и дипломатических миссиях Палау. В июне 2014 года Индия выделила грант в размере 168 000 долларов США для оказания помощи Палау в проведении 45-го саммита Форума тихоокеанских островов. Также Индия пожертвовала 50 000 долларов на ликвидацию последствий стихийных бедствий в связи с ущербом, причинённым тайфуном Хайян в марте 2014 года.
На встрече участников-государств по диалогу после Форума тихоокеанских островов в 2006 году Индия объявила, что будет ежегодно оказывать финансовую помощь в размере 100 000 долларов США каждому из 14 островных государств Тихого океана, включая Палау. С 2009 года ежегодная сумма была увеличена до 125 000 долларов США. На первом саммите Форума сотрудничества Индии и тихоокеанских островов 19 ноября 2014 года премьер-министр Индии Нарендра Моди объявил о многочисленных шагах, которые Индия предпримет для улучшения отношений с тихоокеанскими островными странами, включая Палау, таких как смягчение условий визовой политики, увеличение объёма безвозмездной помощи тихоокеанским островным государствам до 200 000 долларов США в год каждому из них, а также ряд мер по стимулированию двусторонней торговли и помощи в развитии тихоокеанских островных государств.
Также Индия пожертвовала 10 000 долларов на финансирование нового ведомства Ассоциации лёгкой атлетики Палау. Ассоциация лёгкой атлетики Палау официально открыла новое ведомство 15 февраля 2017 года.
Граждане Палау имеют право на получение стипендий в рамках Индийской программы технологического и экономического сотрудничества. В мае 2015 года множество палауских дипломатов посетили специальный учебный курс для дипломатов из островных государств Тихого океана, организованный индийским Институтом дипломатической службы и проведённый на территории Палау.